# Tepeyollotl
Tepeyollotl, lub Tepeyollotli (nah."serce góry", "wzgórze serce") – bóg gór i trzęsień ziemi w mitologii Azteków. Wyobrażany był w postaci jaguara. Wierzono, iż mieszka we wnętrzu ziemi, w jaskiniach, oraz że za jego sprawą odzywa się echo.
Patron 3 dnia (Calli) azteckiego kalendarza, niekiedy opisywany jako bóg Ośmiu Godzin Nocnych i utożsamiany z bogiem umarłych Mictlantecuhtli, oraz bóstwami związanymi z kultem sił natury Tlaltecuhtli i Teoyaomqui.
Kult Tepeyollotla występował także u Zapoteków. Był także naczelnym bóstwem w kulturze Mixteków, gdzie przedstawiano go jako jadeitowego orła, jaszczurkę lub węża. Nazywano go Sercem Ludzi i odbywano pielgrzymki do poświęconych mu świątyń, gdzie kapłani objaśniali ludziom jego przepowiednie.
Opis Tepeyollotla znajduje potwierdzenie w źródłach pisanych. W Codex Talleriano-Remensis, łacińskim dokumencie z XVI wieku przetłumaczonym z języka maja, zawierającym m.in. indiański opis stworzenia świata, imię Tepeyollotl występuje w nieco zniekształconej formie Tepeolotlec (Pan Bestii), jako personifikacja otaczanego kultem jaguara i powodującego powstawanie echa bóstwa gór, ziemi i obszarów pustynnych.